# Judogui

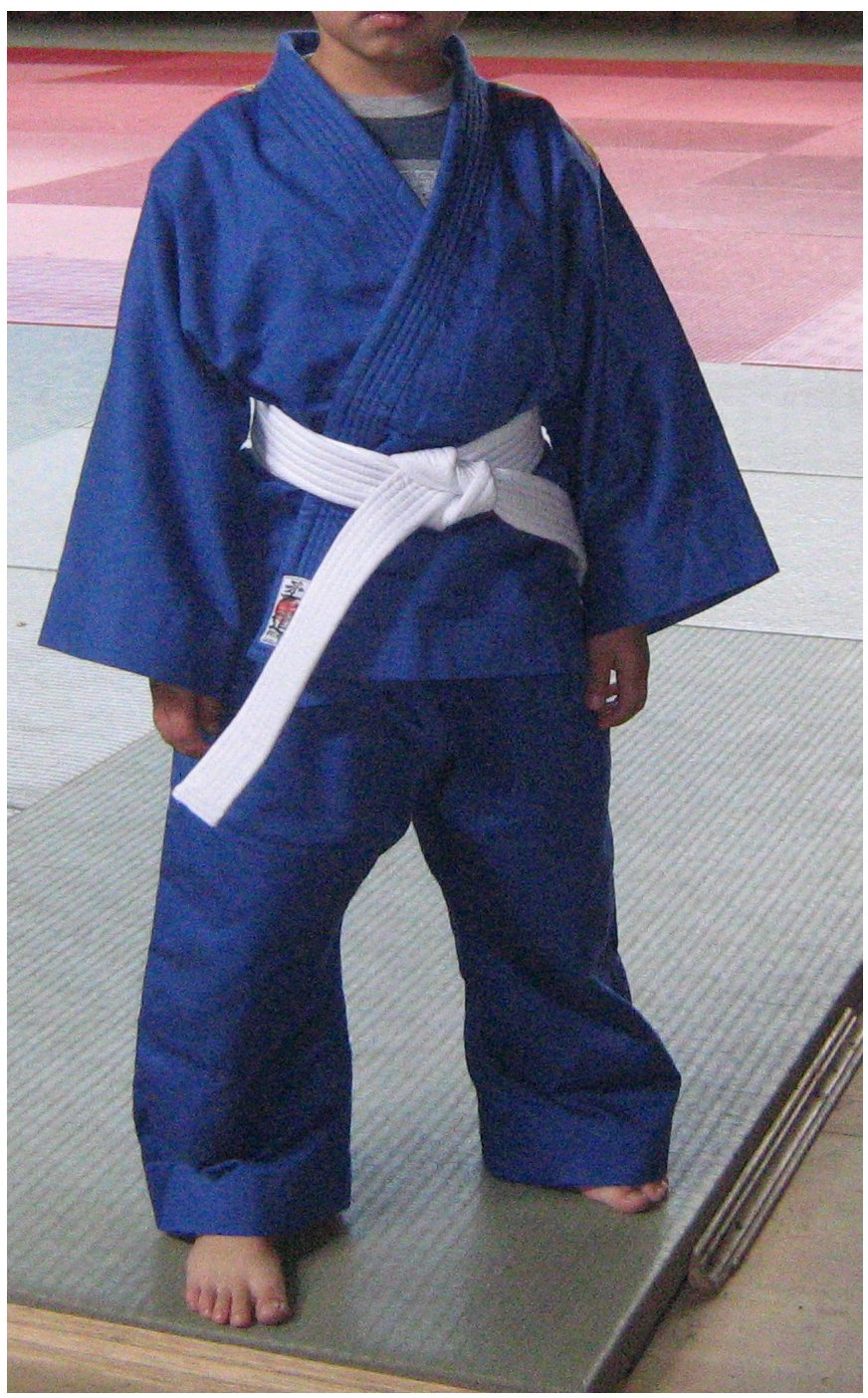
yudogui infantil de color azul con obi blanco.

El judogui o yudogui es la vestimenta usada para la práctica del judo.
Se compone, fundamentalmente, de una chaqueta (llamada uwagi) y un pantalón blanco (denominado zubon). La chaqueta es gruesa y áspera, rígida y fuerte, para que así pueda aguantar tirones y movimientos bruscos. Tiene dos solapas que se cruzan, la izquierda por encima de la derecha. También tiene unos faldones más suaves y finos. Esta forma de cubrir una solapa con la otra es herencia de la época feudal, donde los samuráis portaban su katana en el lado izquierdo: si cubrieran el lado izquierdo con el derecho, con frecuencia la empuñadura se engancharía con la solapa derecha al desenvainar, lo cual podría significar la muerte ante un adversario rápido. Asimismo, cubriendo la solapa derecha con la izquierda se puede esconder un cuchillo (tanto) por dentro, que se desenvainará rápidamente introduciendo la diestra bajo esta. La chaqueta va atada con un cinturón (obi) que indica el grado de experiencia del yudoca, en occidente desde el blanco (aprendiz), pasando por el amarillo, naranja, verde, azul y marrón, hasta el negro, y en Japón desde blanco, marrón y negro. Una vez conseguido el cinto negro (1.er. Dan), se asciende en un sistema de danes. Para pasar de un dan a otro hace falta mucha perseverancia. A partir del 6.º dan, el color del cinturón es blanco-rojo a franjas alternadas de unos 5 centímetros y a partir del 9.º, rojo.
El pantalón suele atarse con una jareta o cuerda, el típico cierre que con un sistema de tensión se ajusta a la cintura.
El yudogui puede ser blanco o azul, aunque últimamente hay selecciones y clubes que llevan colores vistosos (amarillo, naranja...)
Literalmente: ropa del camino de la flexibilidad (del japonés judō "camino a la flexibilidad" + gi "ropa").
El yudogui nunca debe ser azul si se practica yudo tradicional, ya que eso es una falta de respeto hacía lo que es el judo kawaishi.[cita requerida]